# جراح المستعمرة
جَرَّاح المستعمرة (بالإنجليزية: Colonial Surgeon)‏؛ هو مسؤول طبي في عهد الإمبراطورية البريطانية. حيث كان الجرَاحيون الاستعماريون جزءا من حكومة المستعمرات البريطانية، على سبيل المثال في هندوراس كان جراح المستعمرة عضوا في المجلس التنفيذي. دانيال روبرتسون كان سكرتيرا استعماريت والحاكم بالنيابة لغامبيا في منتصف القرن التاسع عشر. وكان صموئيل رو حاكم للسيراليون مرتين، وشغل العديد من المناصب العليا الأخرى.

## قائمة الجراحيين الاستعماريين
- بيتير دانيال انثونش(مقاطعة سريلانكا).
- جيمس بومان (جنوب نيوويلز).
- ألبيرت جون تشالمرز (جولد كوست).
- روبيرت ميشيل فرود(غامبيا).[2]
- صموئيل هاملتون(هندوراس البريطانية).
- ويليام مايهيو(أستراليا الغربية).
- دانيال روبرتسون(غامبيا).
- صموئيل رو(جولد كوست).
- إسحاق سكوت نيند(جنوب نيوويلز).
- روبيرت سميث(سييرا ليون).
- جون ماكولي ويلسون(سييرا ليون).